# Reichenberger Automobil Fabrik

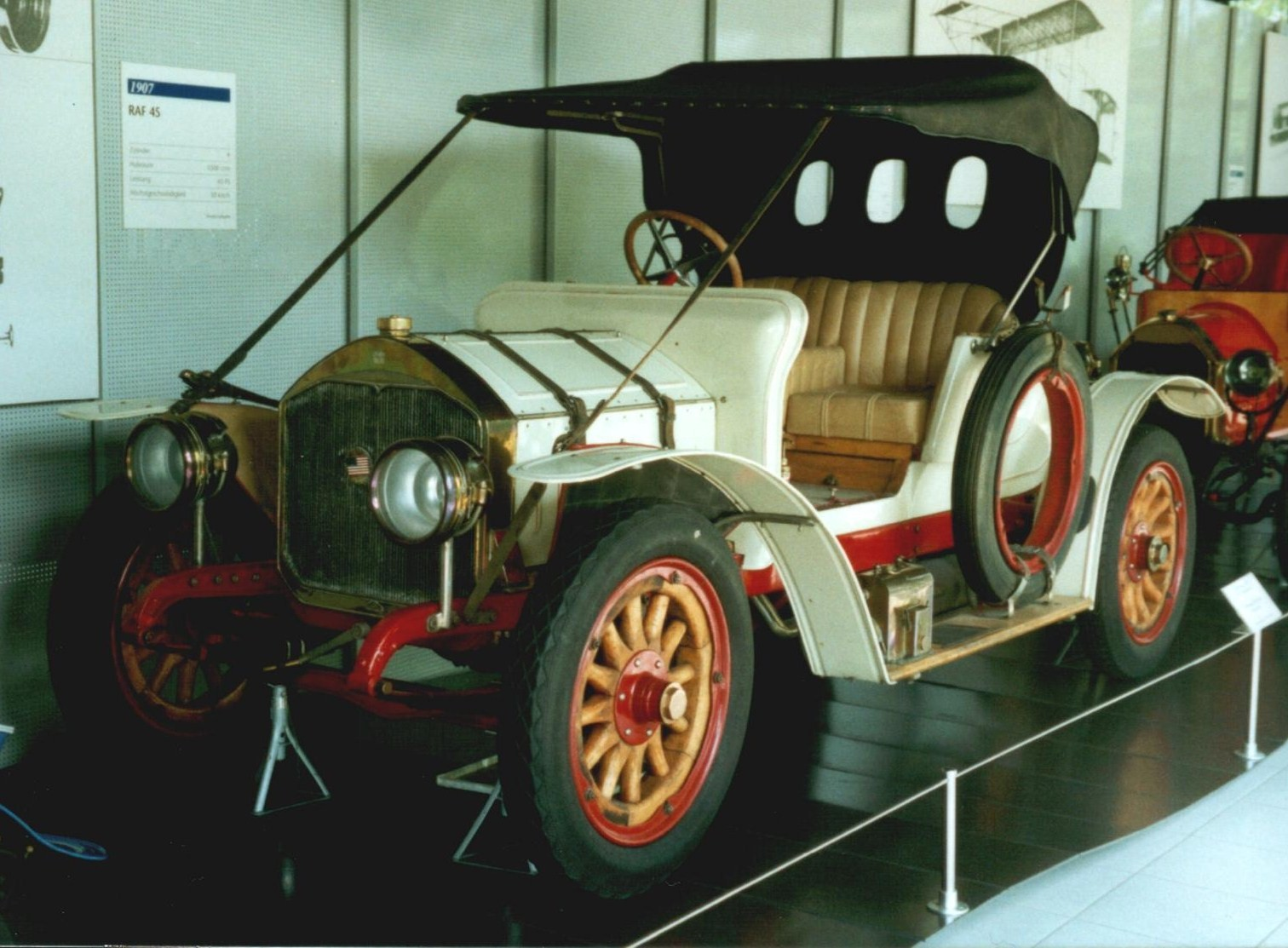
RAF von 1907

Die Reichenberger Automobil Fabrik (RAF) war ein Fahrzeughersteller aus Österreich-Ungarn.

## Unternehmensgeschichte
Der Textilfabrikant und Rennfahrer Theodor Freiherr von Liebieg, ein Enkel von Johann Liebieg, gründete im Juni 1907 zusammen mit Oscar von Klinger und Alfred Ginskey in Rosenthal bei Reichenberg das Unternehmen.
Die Produktion begann mit "Loreley Wagen - nach der deutschen Lizenz gleichen Namens".
Eines der ersten selbst konstruierten RAF-Autos war das Modell T mit einem 4,5-Liter-Vierzylindermotor und 30 PS. Es verfügte bereits über eine Vierradbremse und wurde 1908 auf dem Prager Automobilsalon vorgestellt. Dieser Wagen wurde mit teuren Karosserien versehen. Es gab auch eine Version mit einem Zweizylindermotor.
Danach folgte 1910 das Modell H 10, ebenfalls mit einem Vierzylindermotor, aber mit 5,3 Litern Hubraum und 45 PS. Dieses Fahrzeug war mit vier voneinander unabhängigen Bremsen ausgerüstet – zwei Fußbremsen, die als Getriebe- und Hinterradbremse dienten, einer normalen Handbremse und der damals üblichen Bergstütze. Die Höchstgeschwindigkeit betrug 90 km/h.
Gleichzeitig wurde der FW 25 gebaut, ein Lieferwagen mit 3,05 Litern Hubraum. 1910 folgte der 14/18. Bei diesem Fahrzeug waren Motor, Kupplung und Getriebe auf einem Hilfsrahmen befestigt, der sehr schnell zu Reparaturarbeiten vom Chassis gelöst werden konnte.
Unter der Führung des damals bekannten Konstrukteurs Paul Henze wurden der C 25 mit 5,7 Litern Hubraum und der 28/32 mit 3,5-Liter-Motor entwickelt. Beides waren sehr teure Autos. Da sich diese Wagen nur in kleinen Stückzahlen verkaufen ließen, wurden der Hansa 6/14 PS und der Hansa 10/22 PS der Vareler Hansa-Werke in Lizenz gefertigt.
Seit 1908 gab es auch einen Lastkraftwagen mit 4,5 Litern Hubraum. Bei diesem Fahrzeug war der Motor unter dem Fahrersitz eingebaut.
RAF hatte auch ein Lizenzabkommen mit der Daimler Motor Company in Coventry zum Bau der Knight-Motoren mit Schiebersteuerung. 1912 entstand der LK 1 mit Knight-Motor und einer Leistung von 35 PS. Knight-Motoren wurden von RAF auch an Puch in Graz geliefert.
Als sich 1912 der Niedergang der Firma RAF abzeichnete, fusionierte sie noch im gleichen Jahr mit Laurin & Klement. RAF bestand noch bis zum Ausbruch des Ersten Weltkriegs und es wurden in dieser Zeit mit dem 18/50 PS und dem 13/40 PS noch zwei neue Modelle entwickelt, beide mit Knight-Motoren. Viele Konstruktionen von Laurin & Klement basierten auf früheren RAF-Konstruktionen.

## Fotos

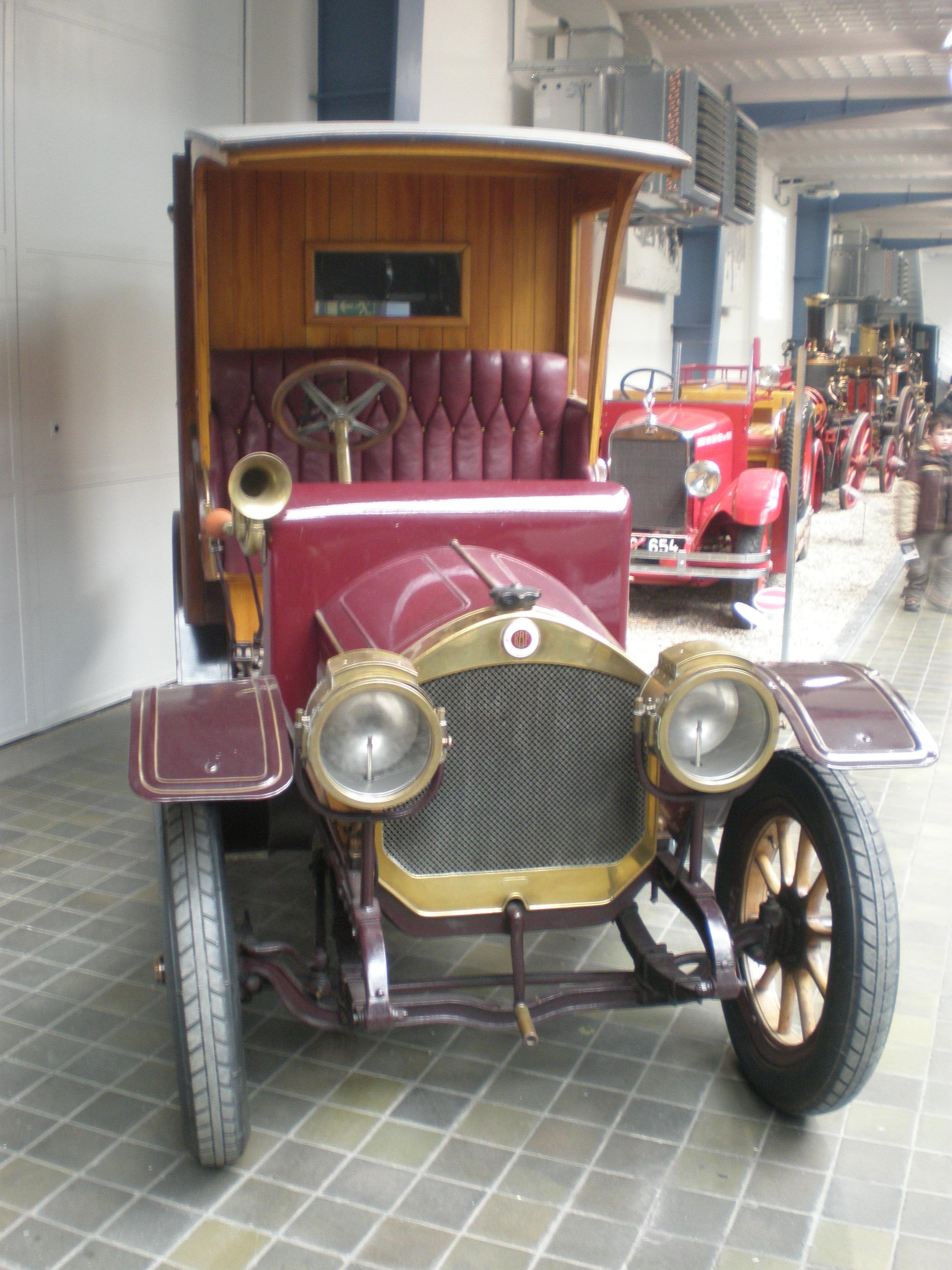
RAF (ca. 1907)
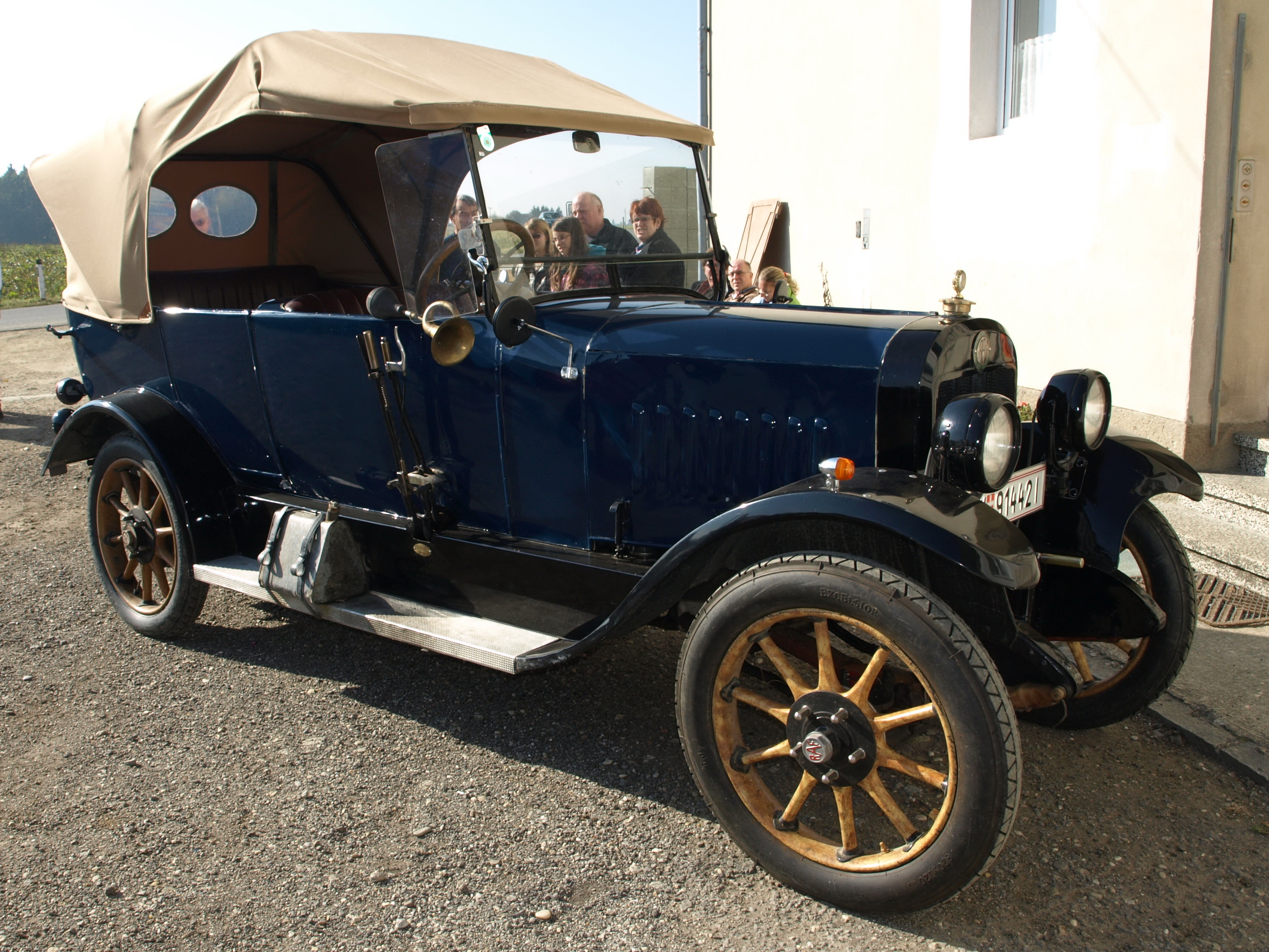
RAF mit Armbruster-Karosserie Baujahr 1913
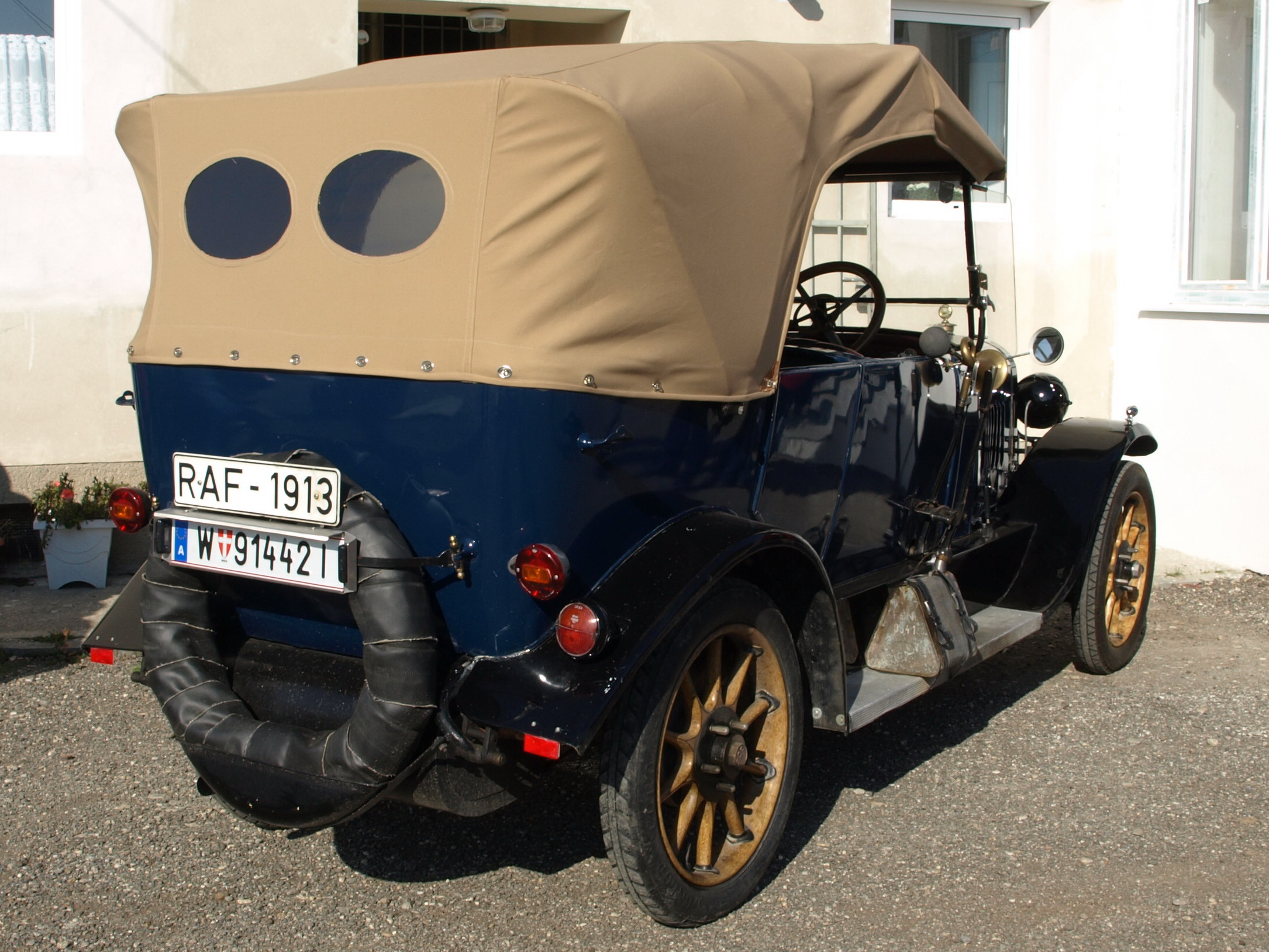
RAF mit Armbruster-Karosserie Baujahr 1913
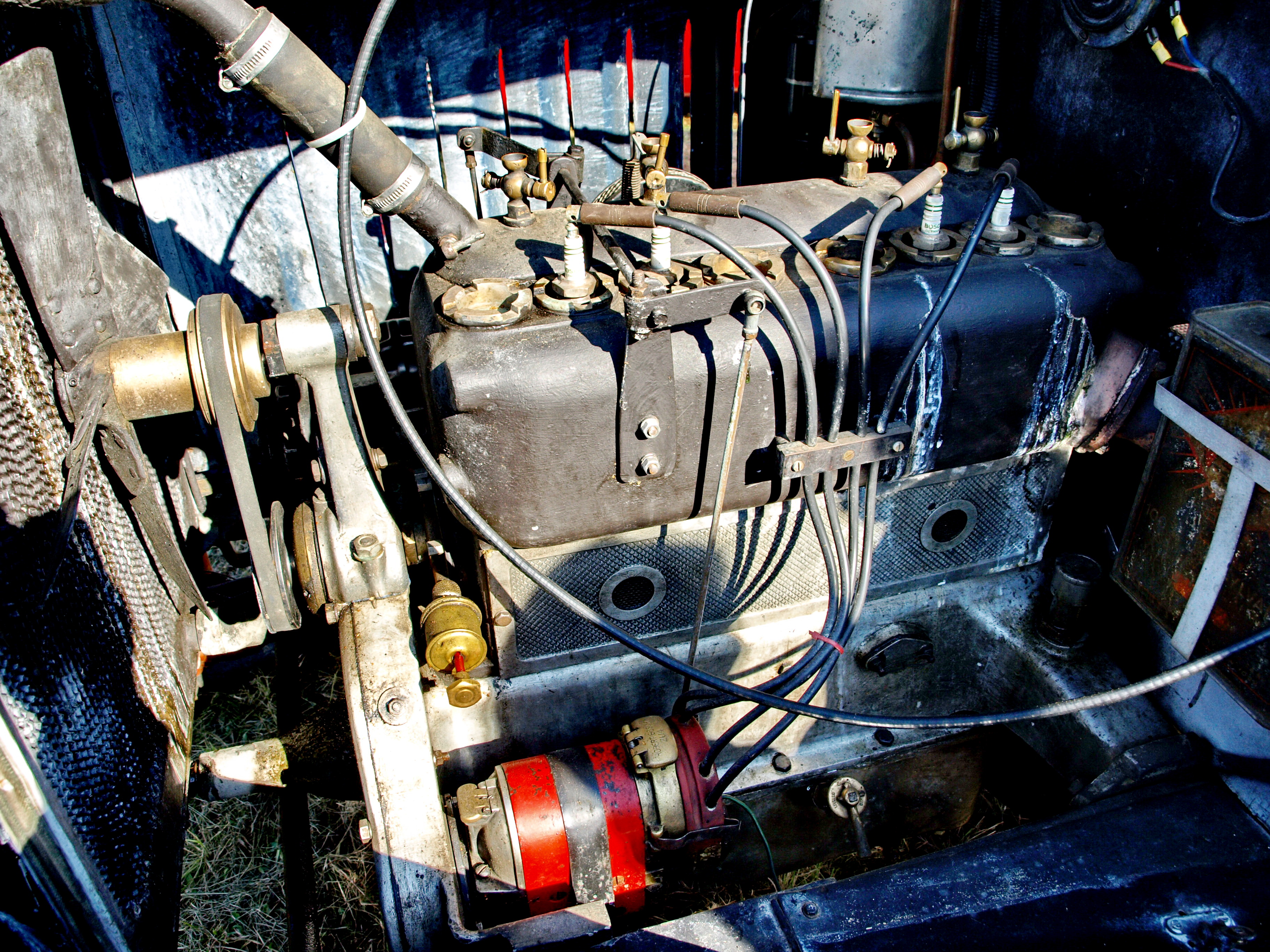
RAF-Knight-Motor Baujahr 1913